# Орап Іван Григорович
Іва́н Григо́рович О́рап (30 березня 1903 , Кобижча, Кобизька волость, Козелецький повіт, Чернігівська губернія, Російська імперія  — 10 листопада 1991 , Тернопіль ) — український радянський діяч, заступник голови виконавчого комітету Тернопільської обласної ради депутатів трудящих. Депутат Верховної Ради УРСР 1–2-го скликань (1940–1951).

## Біографія
Народився 30 березня 1903 року в багатодітній родині залізничника в селі Кобижча, тепер Бобровицького району Чернігівська область, Україна. Батько рано помер. Закінчив початкову залізничну школу, наймитував у поміщиків та заможних селян.
З 1918 року працював молотобійцем у паровозному депо Києва. Потім був молотобійцем та ковалем Дарницьких залізничних майстерень у Києві. У 1922 році вступив у комсомол.
Член ВКП(б) з 1929 року.
У кінці 1929 року був направлений партією у числі «двадцятип'ятитисячників» проводити колективізацію в українських селах. Був обраний головою правління сільськогосподарської комуни села Семиполки Броварського району на Київщині. З 1931 року очолював колгосп в селі Літки Броварського району, а з 1932 року — проводив колективізацію в селі Гоголів Київської області, де очолював сільську раду.
З травня 1936 року навчався рік у Харківському комуністичному університеті імені Артема. У 1937 році закінчив курси директорів машинно-тракторних станцій (МТС).
У квітні 1937 — грудні 1938 року — директор Григорівської машинно-тракторної станції (МТС) Обухівського району Київської області.
У грудні 1938 — листопаді 1939 року — голова виконавчого комітету Обухівської районної ради депутатів трудящих Київської області.
Після приєднання Західної України до СРСР у вересні 1939 року направлений на роботу головою тимчасового управління Камінецько-Струміловського повіту (тепер — Кам'янко-Бузький район) Тернопільського воєводства, звідки був обраний депутатом Народних зборів Західної України.
У листопаді 1939 — червні 1941 року — заступник голови виконавчого комітету Тернопільської обласної ради депутатів трудящих. У липні 1940 року був призначений головою Сороцького повітового комітету Бессарабії, але після утворення Молдавської РСР повернувся до Тернополя.
З червня 1941 року — в Червоній армії на політичній роботі, учасник Другої світової війни. Служив інспектором політичного відділу 1-ї гвардійської артилерійської дивізії Резерву головного командування 70-ї та 60-ї армій; заступником командира із політичної частини 8-го запасного артилерійського полку, секретарем партійної організації 1-ї гвардійської артилерійської дивізії Резерву головного командування. Воював на Південно-Західному, Сталінградському, Донському, Центральному, 1 Українському фронтах.
У лютому 1946 — вересні 1952 року — заступник голови виконавчого комітету Тернопільської обласної ради депутатів трудящих.
У вересні 1952–1962 роках — завідувач відділу сільського і колгоспного будівництва виконавчого комітету Тернопільської обласної ради депутатів трудящих. У 1962–1971 роках — начальник відділу колгоспного будівництва і заготівель виконавчого комітету Тернопільської обласної ради депутатів трудящих; начальник відділу будівельних матеріалів Тернопільського обласного міжколгоспбуду.
З 1971 року — персональний пенсіонер. Помер 10 листопада 1991 року в Тернополі.

## Звання
- гвардії майор

## Нагороди
- орден Леніна (14.11.1989)
- орден Жовтневої Революції
- орден Вітчизняної війни 1-го ст. (12.03.1944)
- два ордени Вітчизняної війни 2-го ст. (16.11.1943, 1985)
- два ордени Червоної Зірки (8.08.1943, 31.05.1945)
- три ордени «Знак Пошани» (23.01.1948, 26.02.1958, ?)
- медаль «За оборону Сталінграда»
- медаль «За перемогу над Німеччиною у Великій Вітчизняній війні 1941–1945 рр.»
- велика срібна медаль Всесоюзної сільськогосподарської виставки (1938)
- медалі
- Почесна грамота Президії Верховної Ради Української РСР (6.11.1964)
- почесний громадянин міста Тернополя (1973)